# Warm Springs (Nevada)
Warm Springs es un área no incorporada ubicada en el condado de Nye en el estado estadounidense de Nevada.

## Geografía
Warm Springs se encuentra ubicado en las coordenadas 38°19′0″N 116°37′0″O / 38.31667, -116.61667.